# Аккум (Казигуртський район)
Акку́м (каз. Аққұм) — село у складі Казигуртського району Туркестанської області Казахстану. Входить до складу Алтинтобинського сільського округу.
Населення — 358 осіб (2021; 365 у 2009, 300 у 1999, 236 у 1989).